# Sound of Hope
Sound of Hope je rozhlasová společnost založená Číňany, kteří emigrovali do USA. Ve svém počátku přinášela zpravodajství především z Číny v čínském jazyce a později také v angličtině, francouzštině, španělštině, vietnamštině a korejštině. Podobně jako TV stanice New Tang Dynasty Television a noviny The Epoch Times je blízká hnutí Fa-lun-kung
Stanice se kriticky zaměřuje na činnost čínské vlády a zejména monitoruje situaci lidských práv v ČLR. 

## Obecné informace
Sound of Hope bylo založeno v červnu 2003, v oblasti San Francisco Bay ve státě Kalifornie v USA, jako vysílací síť podporovaná řadou dobrovolníků, kteří vytvářejí a udržují chod nezávislého zpravodajství.
Programy vysílané v angličtině obsahují týdenní segment s názvem Asia cast, se zaměřením na asijské zpravodajství a kulturu. Také obsahuje tradiční čínské příběhy a původně zahrnovalo segment pro výuku čínského jazyka. Také zde nalezneme týdenní relaci Inside China Today, která přibližuje nedávné události v Číně.
Speciálním vydáním je audio stopáž čtení dokumentu Devět komentářů ke komunistické straně, vydaného skupinou The Epoch Times v roce 2004. Dokument mapuje historii komunistické strany v Číně a její postup při získání a udržování moci. 
Programy je možné naladit pomocí internetu. Stanice rovněž provozuje vysílání směrem na pevninskou Čínu po dobu 14 hodin denně.